# Chi-Ken (2014)
Chi-Ken este un film românesc din 2014 regizat de Andrei Sopon.

## Distribuție
Distribuția filmului este alcătuită din:
- Chi-Ken